# Peter Pietras
Peter Paul Pietras (ur. 21 kwietnia 1908 w Trenton, zm. 15 kwietnia 1993 tamże) – amerykański piłkarz, reprezentant kraju. 

## Kariera klubowa
Podczas kariery piłkarskiej występował w latach 1933–1938 w klubie Philadelphia German-Americans. W barwach tej drużyny zdobył National Amateur Cup w 1934 
oraz National Challenge Cup w 1935. Karierę piłkarską zakończył w 1938. 

## Kariera reprezentacyjna
Pietras w reprezentacji USA zadebiutował 24 maja 1934 w meczu przeciwko Meksykowi, wygranym 4:2. W tym samym roku został powołany na Mistrzostwa Świata. Podczas turnieju wystąpił w spotkaniu z gospodarzami turnieju, reprezentacją Włoch, przegranym aż 1:7. 
Został też powołany na Igrzyska Olimpijskie 1936 w Berlinie, gdzie  wraz z drużyną przegrał z Włochami 0:1. Łącznie w latach 1934–1936 Pietras zagrał w trzech meczach reprezentacji USA.
| Mecze i gole w reprezentacji | Mecze i gole w reprezentacji | Mecze i gole w reprezentacji | Mecze i gole w reprezentacji | Mecze i gole w reprezentacji | Mecze i gole w reprezentacji | Mecze i gole w reprezentacji |
| #                            | Data                         | Miasto                       | Przeciwnik                   | Gol                          | Wynik                        | Rozgrywki                    |
| ---------------------------- | ---------------------------- | ---------------------------- | ---------------------------- | ---------------------------- | ---------------------------- | ---------------------------- |
| 1.                           | 24.05.1934                   | Rzym                         | Meksyk                       |                              | 4:2                          | El. MŚ 1934                  |
| 2.                           | 27.05.1934                   | Rzym                         | Włochy                       |                              | 1:7                          | MŚ 1934                      |
| 3.                           | 03.08.1936                   | Berlin                       | Włochy                       |                              | 0:1                          | IO 1936                      |

## Sukcesy
Philadelphia German-Americans
- National Amateur Cup (1) : 1934
- National Challenge Cup (1) : 1935